# Propyria orizabae
Propyria orizabae là một loài bướm đêm thuộc phân họ Arctiinae, họ Erebidae.